# Arthur Somervell
Arthur Somervell (Windermere, Regne Unit, 5 de juny de 1867 - 2 de maig de 1937) fou un compositor anglès.
Fou deixeble de Kiel i Bargiel a Berlín, i, a més, estudià en el Royal College of Music de Londres. Des de 1901 fou inspector de música d'Anglaterra, País de Gal·les i Escòcia en el Departament d'Instrucció pública.
És autor de nombroses composicions, entre les quals cal mencionar; Helen of Kirkonnell, balada per a orquestra; The Forsaken Merman; A Song of Praise (1891); The Power of Sound (1895); Elegy, per a soprano, cor i orquestra (1896); Ode to the Sea, per a soprano cors i orquestra (1897); Ode on the Intimations of Immortality (1907); In Arcady, suite per a petita orquestra; Simphonic Variation (1912); Simfonia en re menor (1913); Les set paraules i altres obres religioses; diverses peces per a piano, i melodies vocals. A més, se li deu, la col·lecció Songs of the Four Nations.